# Умурзаков, Елюбай
Елюба́й Умурза́ков (каз. Елубай Өмірзақов; 1899—1974) — казахский советский актёр театра и кино. Народный артист Казахской ССР (1931). Лауреат Сталинской премии третьей степени (1952). Член ВКП(б) с 1925 года.

## Биография
Родился 31 января 1899 года в ауле № 21 (современное село Майлин) на территории современной Кустанайской области Казахстана. Происходил из подрода каратай рода Найман Среднего жуза.
С 1923 по 1925 годы учился в Оренбургском институте народного образования. С 1925 года — актёр Казахского академического театра драмы имени М.  Ауэзова (Алма-Ата). С 1938 года снимался в кино, его первая роль — Амангельды Иманов в фильме «Амангельды».

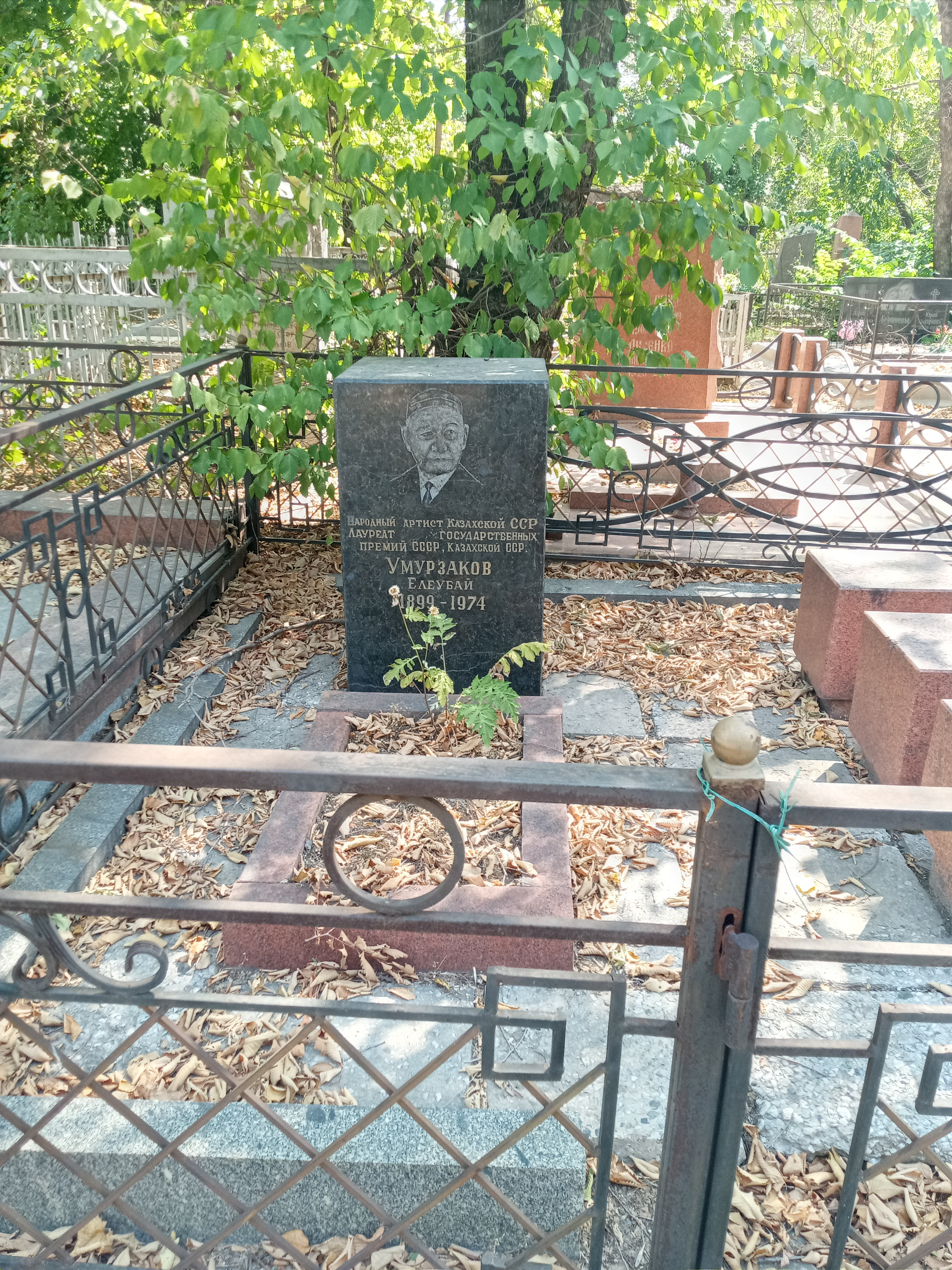
Надгробный памятник над могилой Елубая Омирзака

Скончался 2 апреля 1974 года. Похоронен на Центральном кладбище города Алматы.
Также его имя носит Костанайская областная филармония им. Е.Умирзакова.

## Главные роли
Среди лучших ролей: Жантыс («Ночные раскаты» М. О. Ауэзова), Даркем-бай («Абай» по М. О. Ауэзову), Амангельды («Амангельды» Г. М. Мусрепова), Осип («Ревизор» Н. В. Гоголя), Отелло («Отелло» В. Шекспира).
Первым на казахской сцене исполнил роль В. И. Ленина («Человек с ружьем» Н. Ф. Погодина).
С 1937 года снимался в кино: Амангельды («Амангельды», 1939), Ерден («Песни Абая», 1945), дед («Земля отцов», 1966).

## Фильмография
- 1939 — Амангельды — Амангельды Иманов
- 1945 — Песни Абая — Эрден
- 1948 — Золотой рог — Турдукулов
- 1952 — Джамбул — Суюнбай
- 1954 — Дочь степей — Актанбай
- 1955 — Это было в Шугле — Жанас
- 1959 — Люди голубых рек — Кускельдей
- 1965 — Чинара на скале — мулла
- 1966 — Земля отцов — Ата
- 1966 — Там, где цветут эдельвейсы — Баршимбек
- 1968 — Дорога в тысячу вёрст — Иримгали
- 1970 — Белый квадрат — эпизод
- 1971 — Ночь на 14-й параллели — Ка-Кху
- 1972 — Алые маки Иссык-Куля — Калмат

## Награды и премии
- Орден Ленина (3 января 1959) — за выдающиеся заслуги в развитии казахского искусства и литературы и в связи с декадой казахского искусства и литературы в гор. Москве
- Орден Октябрьской Революции
- Орден Трудового Красного Знамени (26.05.1936; за выдающиеся заслуги в деле развития казахского оперного искусства, казахской музыки, песни и танцев; 1969)
- Орден «Знак Почёта» (25 марта 1946)[2]
- Орден Отечественной войны II степени
- Государственная премия Казахской ССР имени К. Байсеитовой (1968) — за исполнение роли Деда в фильме «Земля отцов» (1966)
- Вторая премия III-го Всесоюзного кинофестиваля (Ленинград, 1968) — за исполнение мужской роли в фильме «Земля отцов» (1966)
- Сталинская премия третьей степени (1952) — за исполнение роли Дариеш-бая в спектакле «Абай» М. О. Ауэзова
- Народный артист Казахской ССР (1931)